# K-711
K-711は大韓民国国軍の大型トラックである。 5トン(野戦基準、舗装道路では9トン)トラックで人員および貨物を輸送することができる。アメリカ合衆国のM809とM54をベースに製作された。M2重機関銃を装着する事ができ、KH179 155mm榴弾砲を牽引することができる。